# Elgorriaga
Elgorriaga – gmina w Hiszpanii, w Nawarze, o powierzchni 3,87 km². W 2011 roku gmina liczyła 205 mieszkańców.